# Sedativ
Un sedativ sau tranchilizant este un compus chimic care induce sedarea prin reducerea iritabilității sau agitației psihomotorii. Medicamentele sedative sunt deprimante ale sistemului nervos central și interacționează cu activitatea de la nivel cerebral. Există mai multe tipuri de substanțe cu efect sedativ, însă majoritatea afectează acidul gama-aminobutiric (GABA), un neurotransmițător esențial în buna comunicare dintre neuroni. În ciuda faptului că fiecare sedativ are propriul mecanism de acțiune, acestea produc efecte de relaxare benefice prin creșterea activității GABA.